# Ca7riel
Catriel Guerreiro (Buenos Aires, 5 de diciembre de 1993), conocido artísticamente como Ca7riel, es un músico y guitarrista argentino. Es fundador de las bandas Ca7riel y Paco Amoroso y Barro, de las cuales forma parte.

## Biografía
Nació en la ciudad de Buenos Aires en 1993, en una familia de artesanos. Su padre también era guitarrista, formando parte de una banda llamada El Tinto Mandamiento. Vivió parte de su infancia en Coronel Pringles y la otra en el barrio de La Paternal en la ciudad de Buenos Aires. Actualmente sigue radicado en su país natal.

## Carrera musical
En el colegio primario conoció a Ulises Guerriero, con quien formaría una amistad. Realizó sus estudios secundarios en la escuela Superior de Educación Artística en Música Juan Pedro Esnaola, de donde egresaría como maestro de música. Catriel usaba a menudo la guitarra de su padre para tocar canciones de bandas de metal como Pantera, Megadeth y Steve Vai. Trabajó como sesionista y en algunas bandas de covers.
En el 2010, forma la banda Astor y las Flores de Marte, junto a Ulises Guerriero en batería, Alan Alonso en voz, guitarras y samples, Felipe Brandy en voz y bajo y Franco Antognini en teclados. Su estilo navegaba entre el rock progresivo, el funk y el reggae, con una clara influencia de Luis Alberto Spinetta y Charly García.
Mientras tocaba con Astor, Catriel comenzó a sufrir una verdadera necesidad de dinero. Gracias a un amigo de la infancia se inició en el rap y llegó a participar de la batalla de freestyle El Quinto Escalón, aunque no tuvo buenos resultados. Armó un estudio casero, donde grabó sus primeros demos y creó su alter ego rapero: Ca7riel, en pro de comenzar a ganar dinero. En 2015 lanzó su primer disco de hip hop: Cve7e, alejándose del estilo rockero desarrollado con Astor.    

### 2018-presente: Ca7riel y Paco Amoroso y Barro
En marzo de 2018, editó los EP Povre y Livre que incluyen los temas «No aterrizó», «Vibra alta» y «Terrible Kiko». Los dos EP iban a formar un disco de larga duración, pero finalmente Ca7riel decidió lanzarlos por separado. Para los shows comenzó a llamar a Ulises, quien pasó a utilizar el apodo Paco Amoroso. En ese mismo año, Ca7riel y Paco Amoroso decidieron formar un dúo de trap. Su primera canción fue «Piola», a la que siguieron éxitos como «Jala jala», «Ouke», «Ola Mina XD»  y «Mi sombra». En vivo se presentan junto a la ATR Banda. Fue el guitarrista del rapero Wos en gran parte de sus shows en vivo hasta noviembre del 2019.
En noviembre del año 2021 sacó su segundo álbum de estudio como artista solista titulado El disko (estilizado en mayúsculas). El sucesor de Cve7e condensa un sonido con la potencia del metal, la sutileza del soul y el jazz, la suciedad del ritmo urbano, la electrónica, entre otras influencias musicales.
En marzo de 2022, su dúo con Paco Amoroso anunciaría su regreso después de dos años, sacando dos singles («Paga Dios» y «En el after») y realizando una gira internacional por Latinoamérica y Europa (varios de ellos inclusive por primera vez) llamada Paga Dios World Tour. En septiembre de ese año, publican un nuevo sencillo llamado «Para afuera», siendo este junto a los dos anteriores, adelantos del primer álbum del dúo. En ese año conseguiría nominaciones al Premio Grammy Latino al Mejor álbum de música alternativa y Mejor canción alternativa, por la canción «Bad Bitch».Guerreiro culminó ese año junto a Paco Amoroso realizando dos shows en el Estadio Obras Outdoor el 22 y 23 de diciembre, retornando a Buenos Aires después de tres años y finalizando también el Paga Dios World Tour.

## Discografía

### Álbumes de estudio
Solista
- 2015: Cve7e
- 2018: xLIVREx
- 2021: El disko

Con Barro
- 2023: Constimordor

Con Ca7riel y Paco Amoroso
- 2024: Baño María

### Álbumes en vivo
Con Ca7riel y Paco Amoroso
- 2024: Baño María (en Vivo - Buenos Aires)

### EPs
Con Astor
- 2017: Vacaciones todo el año

Con Barro
- 2023: Barro

Con Ca7riel y Paco Amoroso
- 2025: Papota

## Premios y nominaciones

### Premios Carlos Gardel
| Año  | Categoría                                | Trabajo                          | Resultado | Ref.   |
| ---- | ---------------------------------------- | -------------------------------- | --------- | ------ |
| 2020 | Mejor colaboración de música urbana/trap | «Moviedaze» (con Fernandez 4)    | Nominado  | [ 12 ] |
| 2022 | Álbum del año                            | El disko                         | Nominado  | [ 13 ] |
| 2022 | Ingeniería de grabación                  | El disko                         | Nominado  | [ 13 ] |
| 2022 | Mejor álbum conceptual                   | El disko                         | Ganador   | [ 13 ] |
| 2022 | Mejor álbum de música urbana             | El disko                         | Nominado  | [ 13 ] |
| 2022 | Mejor diseño de portada                  | El disko                         | Nominado  | [ 13 ] |
| 2023 | Mejor colaboración de música urbana      | «Para afuera» (con Paco Amoroso) | Nominado  | [ 14 ] |
| 2024 | Mejor nuevo artista                      | Barro (con Barro)                | Nominado  | [ 15 ] |
| 2024 | Mejor álbum de rock pesado - punk        | Constimordor (con Barro)         | Ganador   | [ 15 ] |

### Premios Grammy Latinos
| Año  | Categoría                         | Trabajo     | Resultado | Ref. |
| ---- | --------------------------------- | ----------- | --------- | ---- |
| 2022 | Mejor álbum de música alternativa | El disko    | Nominado  |      |
| 2022 | Mejor canción alternativa         | «Bad Bitch» | Nominado  |      |